# Makemake (Mythologie)

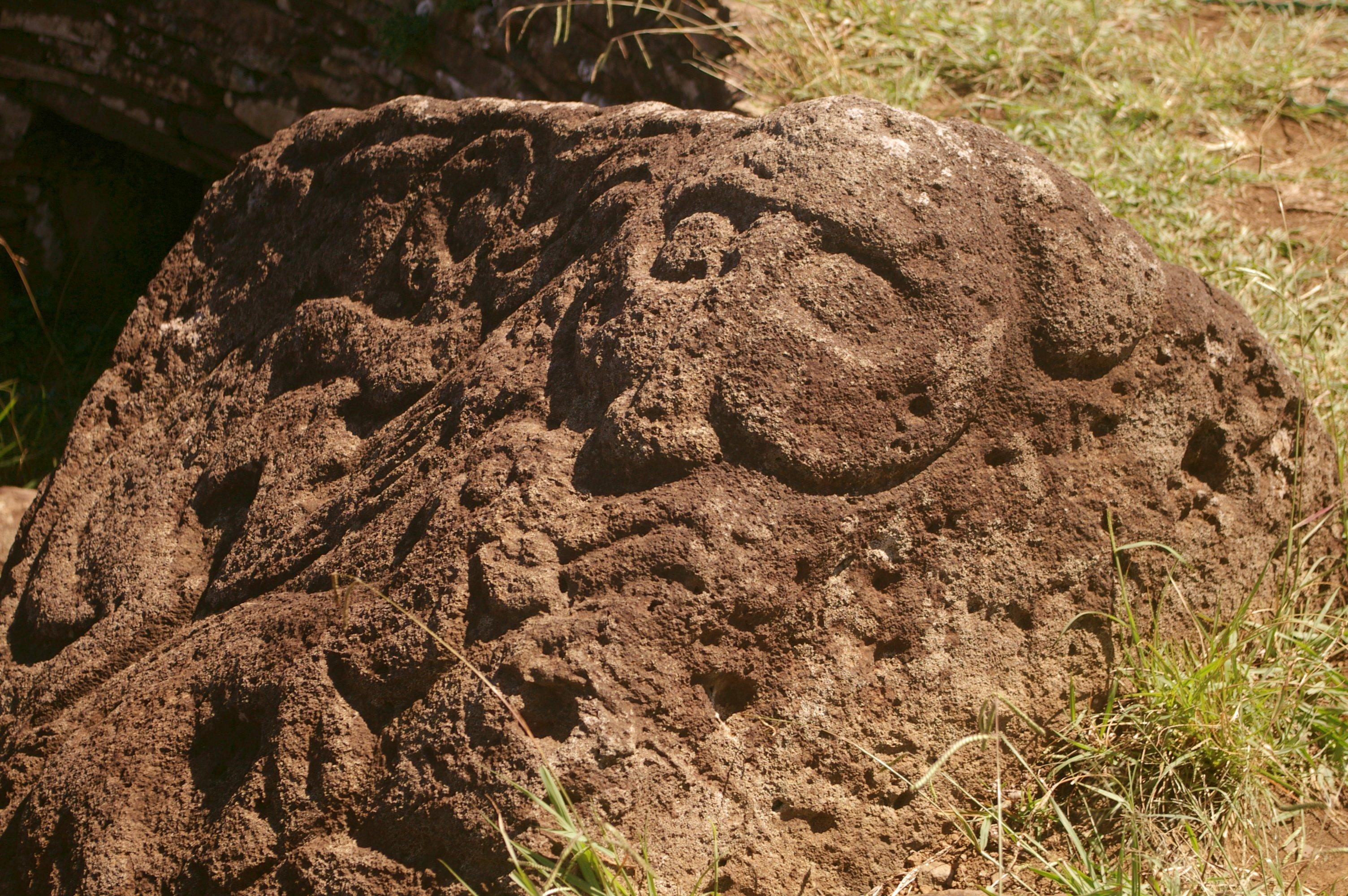
Makemake mit zwei Vogelmännern (Tangata Manu) in rotes Vulkangestein geritzt

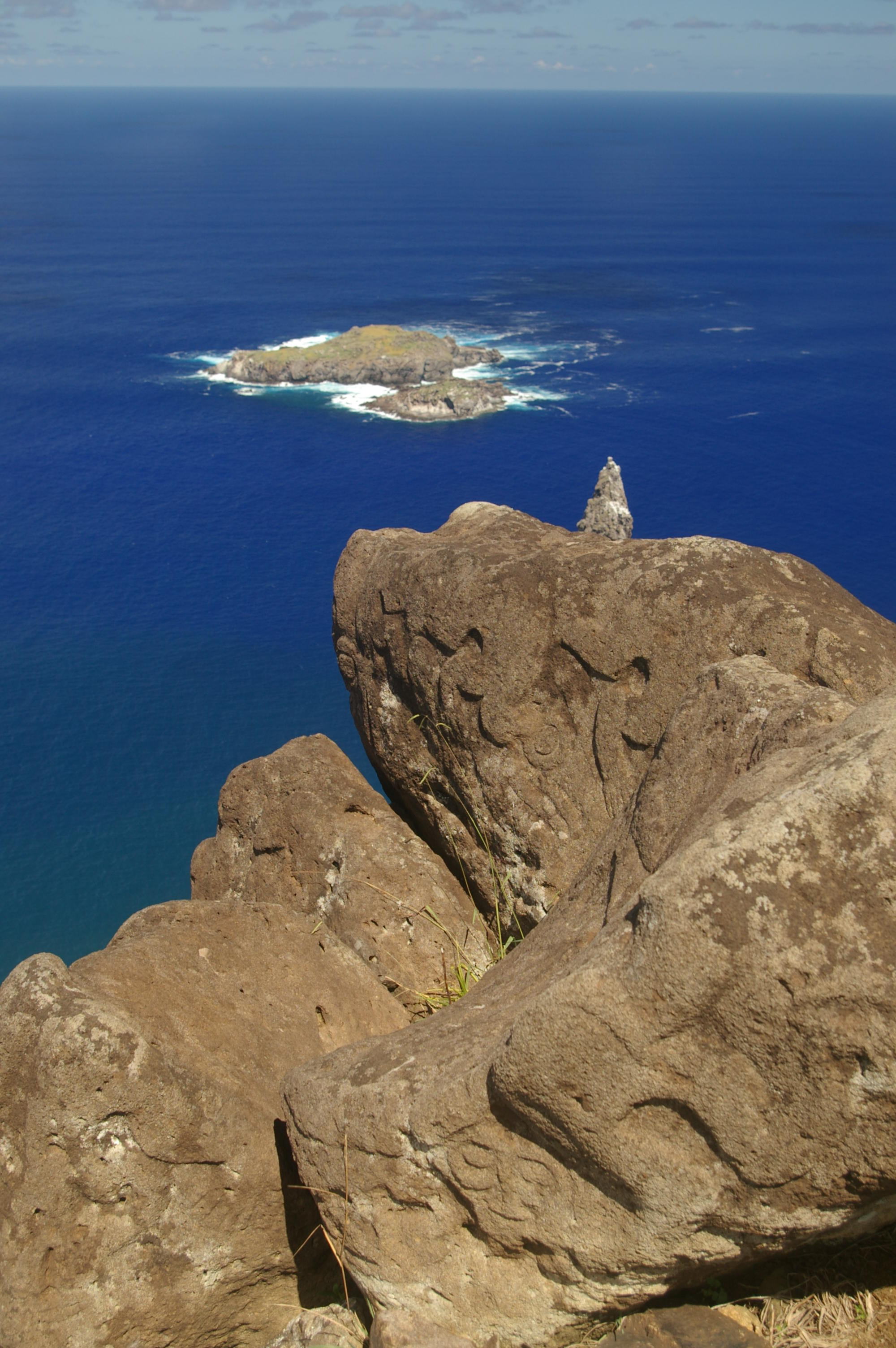
Petroglyphen auf Felsen auf Orongo. Makemake ist unten und zwei Vogelmänner darüber dargestellt. Im Hintergrund befindet sich die Insel Motu Nui.

Makemake (auch Make-Make; ausgesprochen [ˈmakeˈmake]) ist die Schöpfer- und Fruchtbarkeitsgottheit der Kultur der Osterinsel. Im Vogelmannkult (Tangata manu) ist Makemake die Hauptgottheit. Makemake tritt in den Geschichten der Rapanui fast immer zusammen mit seinem Begleiter Haua auf. Sowohl Makemake als auch Haua kommen nur in der Religion der Osterinsel vor, nicht aber in anderen polynesischen Religionen.

## Legende
Der Schöpfungsmythos von Rapanui erzählt folgende Geschichte:
Nachdem Makemake die Erde erschaffen hatte, spürte er, dass etwas fehlte. An jenem Tag erkannte er in einer wassergefüllten Kalebasse sein Spiegelbild. Da in jenem Moment ein Vogel auf seiner Schulter landete, sah er sein Gesicht mit Flügeln und Schnabel. Er hauchte dem Abbild Leben ein und es ward sein Erstgeborener. Dann wollte Makemake ein Wesen schaffen, das reden konnte wie er und er hauchte dem Wasser Leben ein, so dass der Fisch entstand. Aber das Resultat war nicht das gewünschte und so hauchte er auch einem Stein an Land Leben ein und so wurde der erste Mensch erschaffen. Als Makemake sah, dass der Mann einsam war, erschuf er die Frau. Makemake gab ihnen Rapanui als ihr Land.
Ein Mythos der Rapanui erzählt vom Beginn des Makemake-Kults:
Auf einer der Ahu-Plattformen lag einst ein heiliger Schädel, der von einer Priesterin gehütet wurde. Als dieser bei einem Sturm ins Meer fiel, tauchte die Priesterin hinterher, um den Schädel zu retten, was ihr auch gelang. Erschöpft ruhte sie an einer benachbarten Insel aus, als ihr Haua erschien und ihr offenbarte, das der von ihr gerettete Schädel niemandem anderen als dem großen Gott Makemake gehöre. Haua trug ihr auf, zurückzukehren und ihr Volk zu lehren, wie man zu ihm und Makemake betet und ihnen Opfer darbringt.
Zwischenzeitlich beschlossen Makemake und Haua, die Seevögel von Rapanui zu vertreiben, da die Bewohner deren Eier aßen. Die Vögel ließen sich dann auf der vorgelagerten, unbewohnten Insel Moto Nui nieder. Um an dieses Ereignis zu erinnern, führten die Bewohner jedes Jahr eine Zeremonie durch, in der junge Männer in einem Wettkampf zu der Insel schwammen und mit dem ersten Ei zurückkehrten.

## Kult
Makemake wird häufig auf Petroglyphen auf den Inseln als maskenhaftes Gesicht mit großen, eulenartigen Augen dargestellt.
Ab etwa dem Jahre 1500 bis ins Jahr 1867 fand eine jährliche Zeremonie statt, die auf dem Makemake-Kult basierte und dazu diente, das Oberhaupt der Insel zu bestimmen. Jeder Stamm schickte einen Krieger, der zu der vorgelagerten Insel Motu Nui schwimmen musste, um das erste Vogelei des Jahres zurückzubringen. Der Häuptling des Stammes, dessen Krieger das Ei brachte, wurde für ein Jahr zum „Vogelmann“ (tangata-manu) ernannt, der neben der Funktion als Oberhaupt auch eine vermittelnde Funktion zwischen den Einwohnern und dem Gott Makemake hatte.

## Rezeption
Der ursprünglich 2005 FY9 genannte transneptunische Zwergplanet Makemake erhielt seinen Namen als Anspielung des Entdeckungsdatums zu Ostern auf die Osterinsel.